# Río Aldán
El río Aldán (del ruso: Алдан) es un largo río ruso localizado en la Siberia asiática, el segundo mayor afluente del río Lena. Tiene una longitud de 2273 km y su cuenca ocupa una superficie de 729 000 km². Administrativamente, el río Aldán discurre íntegramente por la república de Sajá de la Federación de Rusia.

## Geografía

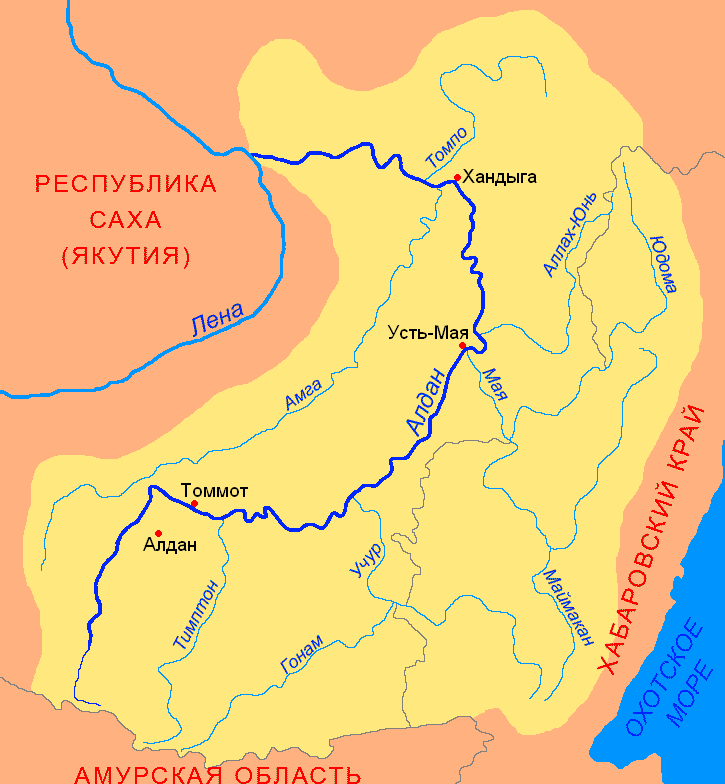
Mapa en ruso del río Aldán en el que aparecen las siguientes ciudades: Aldán (Алда́н), Tommot (Томмот), Ust-Maya (Усть-Ма́я) y Khandiga (Хандыга)

El río Aldán nace en las montañas Stanovoi, al suroeste de Neryungri. Toma una dirección noroeste atravesando la meseta de Aldán. A continuación, desemboca en un valle que se va ensanchando, pasa al norte de la ciudad de Aldán y luego sigue en dirección noreste, pasando por las localidades de Tommot, Ust-Maya, Eldikan y Khandyga, antes de girar al noroeste y desembocar en la parte baja del río Lena, muy cerca de Batamay, y a unos 150 km aguas abajo de Yakutsk.
Tiene una longitud de 2273 km, de los que 1600 son navegables. Sus principales afluentes son los siguientes:
- río Amga (Амга), por la derecha, con 1462 km de longitud. Tiene una cuenca de 69 300 km² y un caudal medio de 178 m³/s;
- río Maya (Мая), por la derecha, con 1053 km de longitud. Tiene una cuenca de 171 000 km² y un caudal medio de 1200 m³/s; sus principales afluentes son el río Yudoma (Юдома) (765 km, 43 700 km² y 342 m³/s) y el río Majmakan (Маймакан) (421 km y 18 900 km²);
- río Uchur (Учур), por la derecha, con 812 km de longitud. Tiene una cuenca de 113 000 km² y un caudal medio de 1350 m³/s. Sus principales afluentes son el río Gonam (686 km y una cuenca de 55 600 km²), el río Gynym (297 km y una cuenca de 15 100 km²), el Tyrkan (Тыркан) (238 km) y el Uyan (Уян) (233 km);
- río Timpton, por la derecha, con 644 km de longitud. Tiene una cuenca de 44 400 km² y un caudal medio de 560 m³/s;
- río Allach-Jun' (Аллах-юнь), por la derecha, con 586 km de longitud, una cuenca de 24 200 km² y un caudal medio de 169 m³/s;
- río Tompo (Томпо), por la derecha, con 570 km de longitud y una cuenca de 42 700 km². Sus principales afluentes son los ríos Delin'ja (Делинья) (357 km y 12 500 km²) y Chunchada (Хунхада) (189 km y 3860 km²);
- río Tatta (Татта), por la izquierda,  con 414 km de longitud, una cuenca de 10 200 km² y un caudal medio de 5 m³/s;
- río Tyry, por la derecha, con 327 km de longitud, una cuenca de 14 400 km² y un caudal medio de 85 m³/s;
- río Amediči (Амедичи), por la izquierda, con 313 km de longitud y una cuenca de 6000 km²;
- río Notora, por la izquierda,  con 308 km de longitud, una cuenca de 7440 km² y un caudal medio de 7 m³/s;
- río Kele (Келе), por la derecha, con 290 km de longitud y una cuenca de 8600 km²;
- río Vostočnaja Chandyga, por la derecha, con 290 km de longitud y una cuenca de 5960 km²;
- río Chanda, por la derecha, con 281 km de longitud y una cuenca de 8790 km²;
- río Chandyga, por la derecha, con 281 km de longitud y una cuenca de 9100 km²;
- río Kuoluma, por la izquierda,  con 253 km de longitud y una cuenca de 4600 km²;
- río Mil', por la izquierda,  con 242 km de longitud y una cuenca de 4990 km²;
- río Jungjuele (Юнгюеле), por la izquierda,  con 239 km de longitud y una cuenca de 12.200 km²;
- río Tumara, por la derecha, con 236 km de longitud y una cuenca de 10.300 km²;
- río Čuga, por la izquierda,  con 236 km de longitud y una cuenca de 7270 km²;
- río Bilir (Билир), por la izquierda,  con 230 km de longitud y una cuenca de 3420 km²;
- río Chamna (Хамна), por la derecha, con 222 km de longitud y una cuenca de 3500 km²;
- río Bol'šoj Nimnyr (Большой Нимныр), por la derecha, con 207 km de longitud y una cuenca de 4860 km²;
- río Džjunekjan (Джюнекян), por la derecha, con 192 km de longitud y una cuenca de 3340 km²;
- río Ungra (Унгра), por la derecha, con 167 km de longitud y una cuenca de 6730 km².

De su fondo se extrae oro y fósiles de la era cámbrica. Aldán quiere decir, en idioma yakuto, «que lleva oro».
- Datos: Q191832
- Multimedia: Aldan River / Q191832